# Fèlix Millet i Maristany
Fèlix Millet i Maristany (Barcelona, 1903 - aldaar, 1967) was een catalanistisch en franquistisch bankier, politicus en mecenas.
In 1932 werd hij voorzitter van de Federatie van Jonge Christenen en directeur van het katholieke dagblad El Matí, nauw verbonden met de partij Unió Democràtica de Catalunya. Hij was een militant en conservatief katholiek die zich verwant voelde met ideeën van de toen nog jonge organisatie Opus Dei.
Tijdens de Spaanse Burgeroorlog (1936-1939) moest hij als militant katholiek en bankier voor het collectivistische geweld uit het door links en anarchistische beheerste Catalonië uitwijken. Hij vertrok eerst naar Triëst waar hij een verzekeringsmaatschappij oprichtte en keerde na enige tijd terug naar het westen van Spanje. Hij vestigde zich in Burgos, het zenuwcentrum van de militaire rebellen onder de leiding van Francisco Franco, waar hij goede zakelijke contacten met de militaire bevelhebbers ontwikkelde. 
Na de burgeroorlog (1936-1937) werd hij zakelijk en politiek een trouw aanhanger van het franquistische regime, dat hem meer stabiliteit gaf dan het collectivisme tijdens de Tweede Spaanse Republiek maar toch bleef hij clandestien een aantal catalanistische organisaties en personen moreel en financieel ondersteunen. Die dualiteit heeft zijn hele leven getekend.
In 1947 werd hij voorzitter van de Abt Olba Commissie, die streefde naar het herstel van het feest van de Troonsbestijging van de Moeder Gods in het Klooster van Montserrat, een katholiek maar ook een Catalaans hoogfeest. Een jaar later werd hij voorzitter van de raad van beheer van de Banco Popular en van de verzekeringsmaatschappij Compañía Hispano Americana de Seguros y Reaseguros (Chasyr). Hij zou die kleine financieringsmaatschappij voor de middenstand, mede met de steun van Opus Dei, tot een echte bank ontwikkelen. Na meningsverschillen met Opus Dei moest de familie in 1957 haar aandelen verkopen. Millet kreeg als troostprijs de titel van erevoorzitter. Ondanks deze tegenvaller had Fèlix Millet ondertussen al belangrijke functies in meer dan vijftig handelsondernemingen. Hij heeft Franco minstens drie keer persoonlijk ontmoet en onderhield hartelijke relaties met hem. De dictator noemde hem el Catalan, wat hem niet belette tezelfdertijd aan Josep Tarradellas i Joan, de president van de republikeinse regering in ballingschap  een rouwbetuiging bij het overlijden van diens vader te sturen. Hij gaf financiële steun aan Miquel Roca toen hij uit ballingschap terugkwam en ontving in hetzelfde jaar de persoonlijke zegen van  Josep Maria Escrivà de Balaguer
Ook de vader van Pasqual Maragall i Mira, slachtoffer van een zwendel, kreeg de voor die tijd niet onaanzienlijke som van 150 000 pesetas. Hijzelf zag daarin geen contradicties, hij was een pragmaticus, een possibilista: hij wilde genoeg met het dictatoriale regime samenwerken om tegelijkertijd zijn catalanistische idealen te kunnen realiseren. Hij schreef aan generaal Augustin Muñoz Grandes over zijn bezorgdheid voor het behoud van de Catalaanse taal: “Ik ben ervan overtuigd dat u begrip zult hebben voor mijn innerlijke strijd, ik hoop dat er een oplossing komt voor mijn probleem en dat van een stuk van Spanje, dat […] gewoon omdat de mensen daar geboren zijn, zijn eigen taal heeft.»
In 1961, terwijl de dictatuur nog volop in het zadel zat, stond hij samen Lluís Carulla i Canals, Joan Vallvé i Creus, Joan Baptista Cendrós i Carbonell en Pau Riera i Sala aan de wieg van de culturele stichting Òmnium Cultural die de Catalaanse taal en cultuur wilde stimuleren. Twee jaar later werd Òmnium wettelijk verboden.
Hij overleed zes jaar later in 1967 op 64-jarige leeftijd in zijn geboortestad. ‘Zijn‘ stichting Òmnium Cultural blijft tot op heden een belangrijke acteur in het Catalaanse culturele leven. 
- Biblioteca Nacional de España: XX1433381
- Catàleg d'autoritats de noms i títols de Catalunya: 981058508824106706
- International Standard Name Identifier: 0000 0000 3639 9763
- Library of Congress Control Number: n2005010415
- Virtual International Authority File: 60946973
- WorldCat: E39PBJwxJchfY8chjcmKJJXjmd